# 大和吉直
大和 吉直（やまと の よしなお、生没年不詳）は、平安時代初期の貴族。姓は真人。官位は従五位上・安芸守。

## 経歴
仁明朝の承和11年（844年）従五位下に叙爵し、承和13年（846年）肥後守に任ぜられる。翌承和14年（847年）早くも兵部少輔として京官に遷ると、まもなく仁明天皇の皇女・時子内親王が薨去し、その喪事を監護した。
文徳朝の斉衡4年（857年）正月に木工頭に任ぜられると、同年2月に権大納言・安倍安仁らとともに天安への改元を諸天皇陵に報告した。その後、同年12月に越前介、翌天安2年（858年）2月に武蔵権介次いで常陸権介、6月には安芸守と短期間に地方官を転々とした。なお、同年正月に従五位上に叙せられている。

## 官歴
『六国史』による。
- 時期不詳：正六位上
- 承和11年（844年）正月7日：従五位下
- 承和13年（846年）正月13日：肥後守
- 承和14年（847年）2月11日：兵部少輔
- 斉衡4年（857年）正月19日：木工頭。12月27日：越前介
- 天安2年（858年）正月7日：従五位上。2月5日：武蔵権介。2月28日：常陸権介。6月14日：安芸守